# Filholiidae
De Filholiidae zijn een familie van uitgestorven weekdieren uit de klasse van de Gastropoda (slakken).

## Taxonomie
De volgende geslachten zijn bij de familie ingedeeld:
- Filholia
- Triptychia